# Årsundastenen
Årsundastenen, med signum Gs 9, är en runsten tillika bildsten, som nu finns bevarad i Årsunda kyrkas vapenhus i Årsunda socken och Sandvikens kommun i Gästrikland. Stenen anses tillhöra Sigurdsristningar.

## Stenen
Stenens material består av röd sandsten och den är 210 cm hög, 85 cm bred och 15–20 cm tjock. Runhöjden är 5–8 centimeter. Stenen är sprucken på mitten, men sammansatt i skarven. Det högra övre hörnet är avslaget och försvunnet. Ristningen som har fått en riklig ornering med kors, livsträd (Yggdrasil) och figurer går i Ringerikestil och skapades under tidsperioden 1020-1050. Därtill finns den traditionella runormen som är kopplad med ett till synes tungt hänglås i basen. Den från runor translittererade och översatta inskriften följer nedan:

## Inskriften
Runsvenska: (i)nu-r : sun : r[u]þ[u](r) at × [uili](t)... ...[Ris:]t eftir : þurker : bruþu[r : sin : ok : kyþe=lfi : muþur : sina : uk] : eft[i]R : [a]sbiorn : o[k : o]ifuþ

Normaliserad: Anun[d]r(?), sunn <ruþur>(?) at <uilit...> ... æftiR ÞorgæiR, broður sinn, ok Guðælfi, moður sina ok æftiR Asbiorn ok <oifuþ>.

Nusvenska: "Aunund (?), Rodas (?) son ... (lät resa stenen) efter Torger, sin broder och Gudälv, sin moder och efter Åsbjörn och oifuþ."